# Ara Pacis

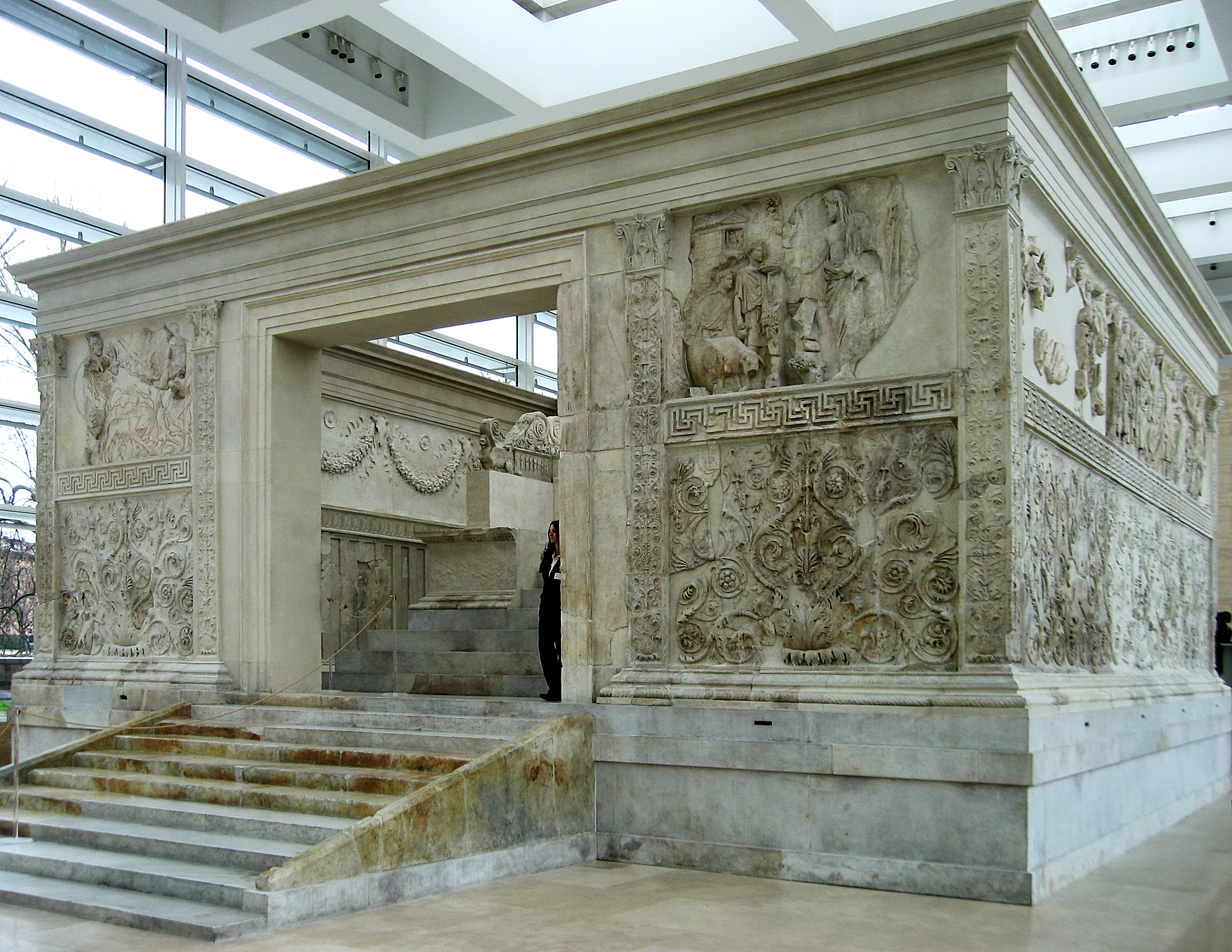
Ara Pacis, 2009.

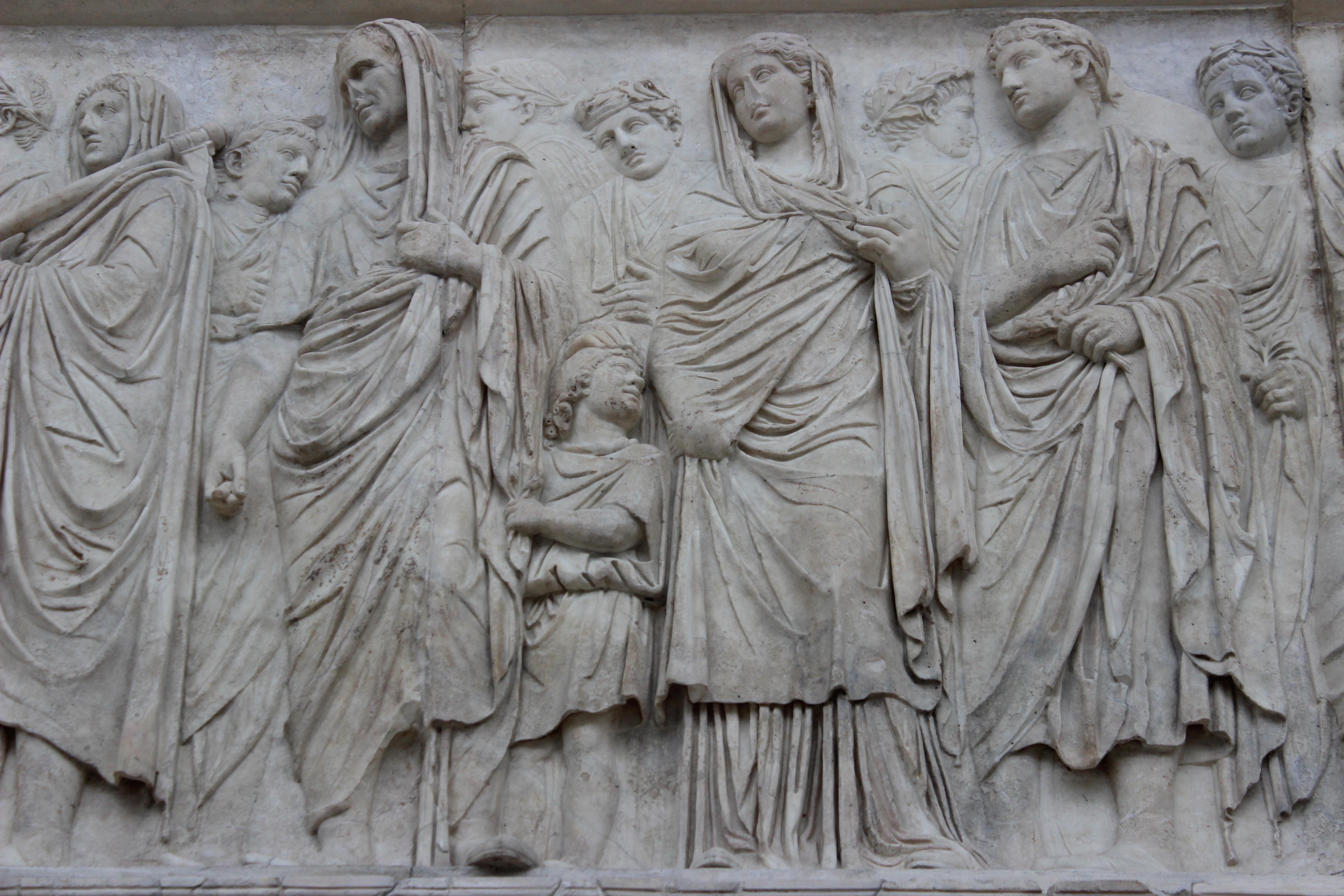
Relief.

Ara Pacis Augustae ("Augustus fredsaltare"), ofta kallat Ara Pacis, är ett altare i Rom. Det invigdes år 9 f.Kr. Dagens Ara Pacis är en rekonstruktion, där originaldelar infogats.  
Altaret restes av senaten efter Augustus seger i Spanien, som inledde en period av fred. 
Altaret är ett utsökt konstverk, rikt smyckat med rankornament och en detaljerad figurfris som återger dels en offerhandling, i vilken den kejserliga familjen och de förnämsta prästerna deltar, dels mytiska framställningar av gudinnan Roma, tvillingarna Romulus och Remus diande varginnan, Aeneas samt Moder Jord, framställd som symbol för freden.
Byggnaden som idag omger och skyddar altaret från omgivande miljö är ritad av arkitekten Richard Meier och invigdes 2006. Efter utgrävningar på 1930-talet uppfördes en tidigare byggnad kring altaret 1938 på uppdrag av Mussolini.